# Sunifred (vescomte de Girona)
Sunifred I (? - 1008) fou vescomte de Girona (982-1008), càrrec que heretà del seu pare.

## Orígens familiars
Era fill de Guiniguís (anomenat Mascaró) i de Gudrielda o Jerosòlima. Els seus germans foren Sisemund, que fou vicari a Olot i originà la línia dels Oló de Bages; Eldemar que posseí el castell de Clariana, Adalbert, dit Baret, i el levita Odó.

## Núpcies i descendents
Es casà en primeres núpcies amb Aurúcia (? - 1002) i posteriorment amb Adelaida o Adaleta, senyora d'Ogern i de Montmagastre (? - 1044). De la seva descendència es coneixen Amat, primogènit i fill de la primera esposa i Ramon, senyor de Lloret. Probablement també foren fills seus Guillem de Muntanyola o de Vacarisses, que fou el cap del llinatge dels Montcada, Adalbert, ardiaca de Vic i Bernat Rovira.

## Fets destacats
Sunifred també fou senyor de Malla i de Lloret. Aquest darrer fou segregat de l'alou de Maçanet i entregat al vescomte per Ramon Borrell comte de Barcelona i la seva muller Ermessenda en esmena de la pèrdua de l'alou de Palol de Fluvià que el vescomte els havia posat en penyora i aquells empenyoraren a Bernat comte de Besalú.
Es creu que va participar en la defensa de Barcelona durant l'atac l'Almansor però no fou capturat, a diferència dels seus germans. Fou un dels magnats que firmaren la carta de població atorgada per Borrell II, comte de Barcelona, el 23 d'abril del 986, als habitants del castell de Cardona. Fou un dels marmessors del testament de Borrell II l'any 993.
Un cop mort el títol de vescomte l'heretà el seu fill Amat.